# Aarveld
Aarveld est un hameau néerlandais situé dans la commune de Heerlen, dans la province du Limbourg néerlandais. En 2009, Aarveld comptait environ 2 700 habitants.